# Höllentalferner
Der Höllentalferner ist ein Gletscher im Westen des Wettersteingebirges. Als Kargletscher bedeckt er den oberen Teil des Höllentales und befindet sich vor Sonneneinstrahlung gut geschützt zwischen den Riffelwandspitzen und der Zugspitze in einem Felskessel.
Der Höllentalferner bedeckte im Jahr 2018 eine Fläche von zirka 17 Hektar. Damit ist er, knapp vor dem Nördlichen Schneeferner, der größte Gletscher Deutschlands. Er ist etwa einen Kilometer lang und bis zu 700 Meter breit. Das Eisvolumen wurde im Jahr 2018 zu 1,74 Mio. m³ bestimmt. Die mittlere Eisdicke betrug 10,4 m bei einer maximalen Mächtigkeit von 33 m. Der Höllentalferner büßte in den 2010er Jahren mehr als die Hälfte seines Volumens ein, für das Jahr 2009 wurde seine Volumen noch auf 4,87 Mio. m³ geschätzt.
Der Höllentalferner ist der einzige deutsche Gletscher mit einer „richtigen“ Gletscherzunge. Trotz seiner relativ niedrigen Lage von nur 2549 m bis hinunter auf 2207 m ist der Gletscher nicht in dem gleichen Maß in seinem Bestand gefährdet wie die anderen deutschen Gletscher, da er durch seine schattige Lage in einem tief eingeschnittenen Kessel sowie durch die Speisung mit Lawinenschnee (Lawinenkesselgletscher) von der Klimaerwärmung weniger stark betroffen ist.
Bei der Besteigung der Zugspitze durch das Höllental muss der Höllentalferner überwunden werden. Je nach Jahreszeit stellt dabei die Randkluft des Gletschers beim Übergang zum Klettersteig eine Schlüsselstelle dar.

## Bildergalerie

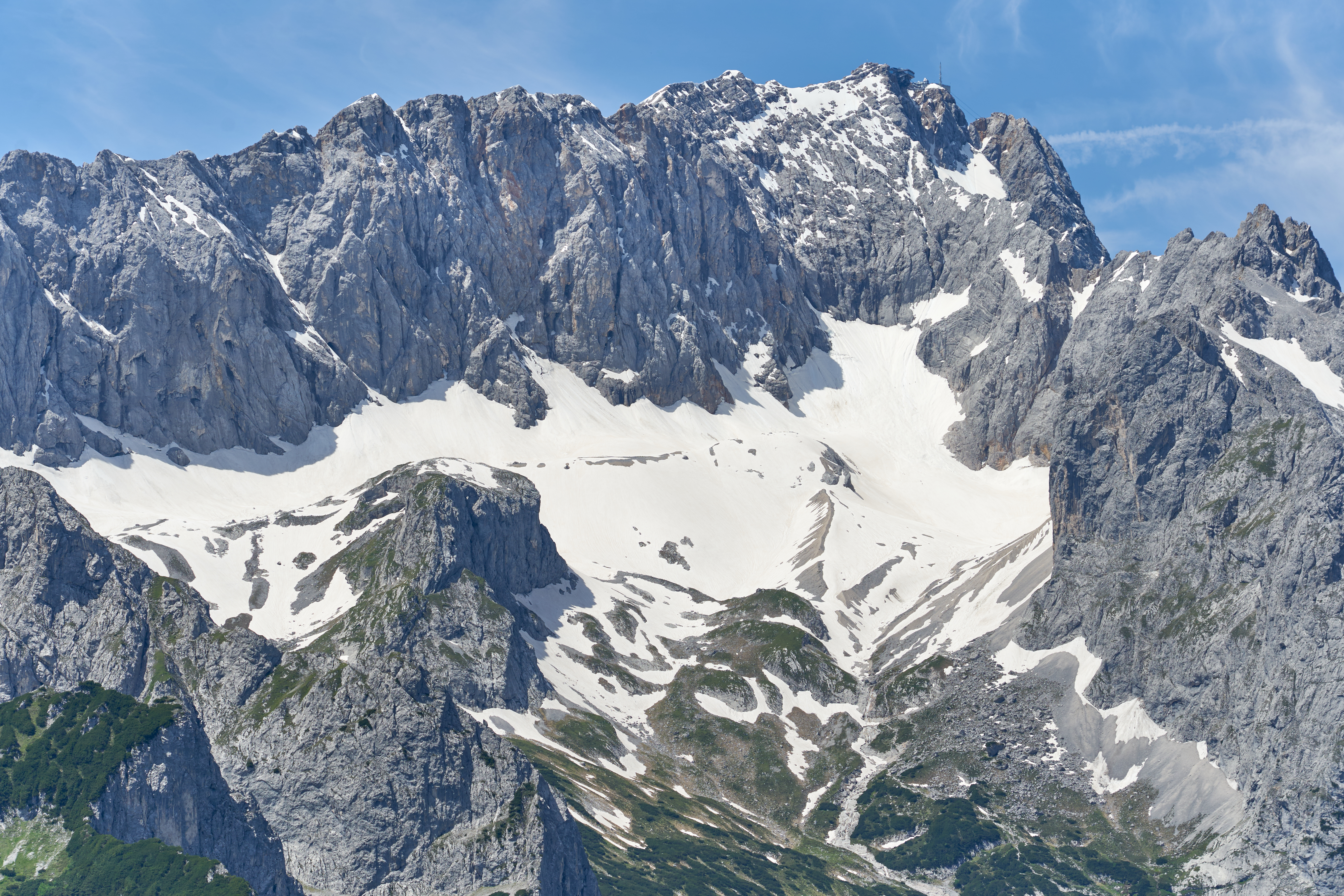
Höllentalferner bei hoher Schneelage mit Seilschaften im Anstieg (2024)
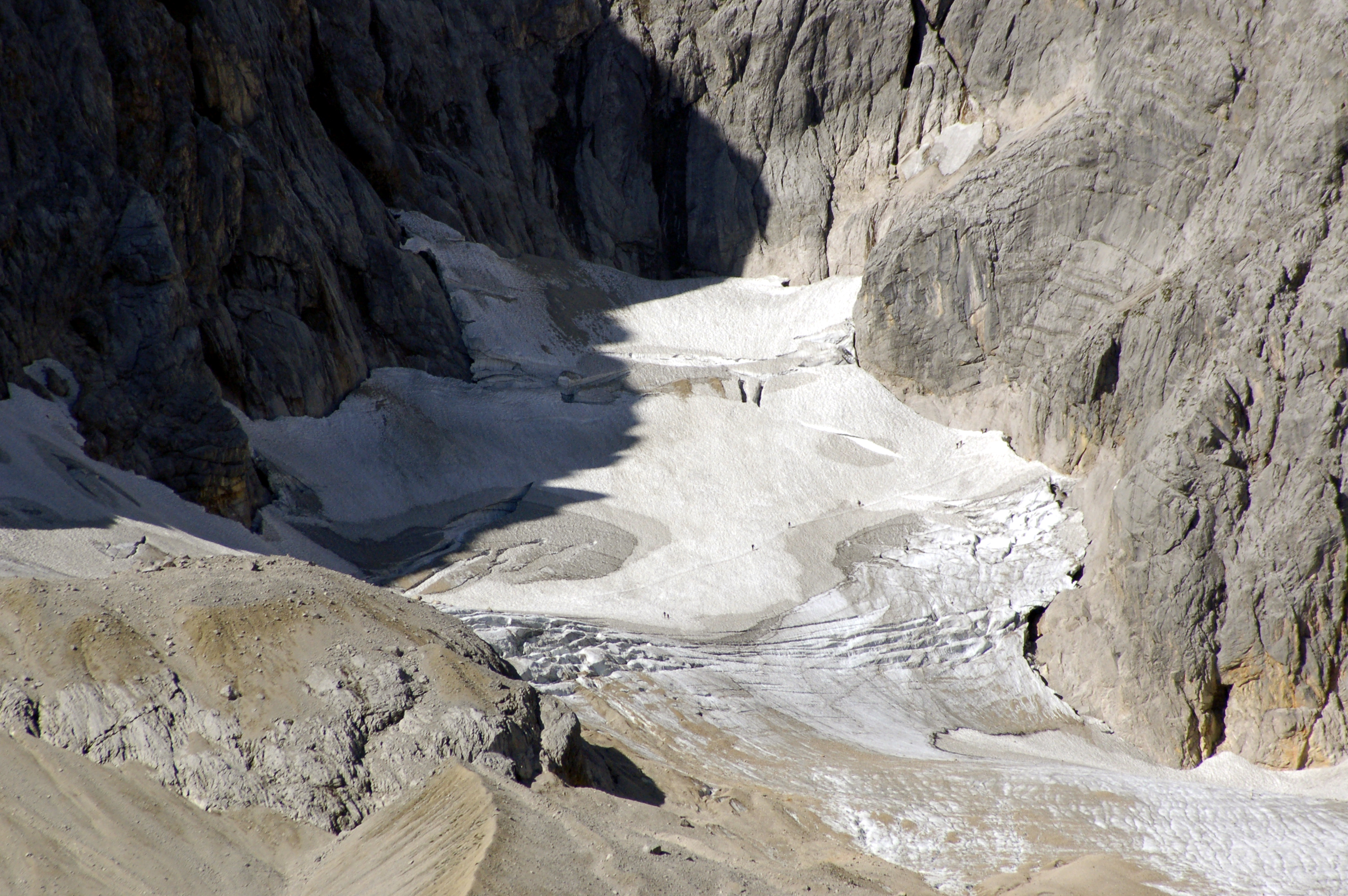
Bergsteiger auf dem Höllentalferner. Blick von Nordosten
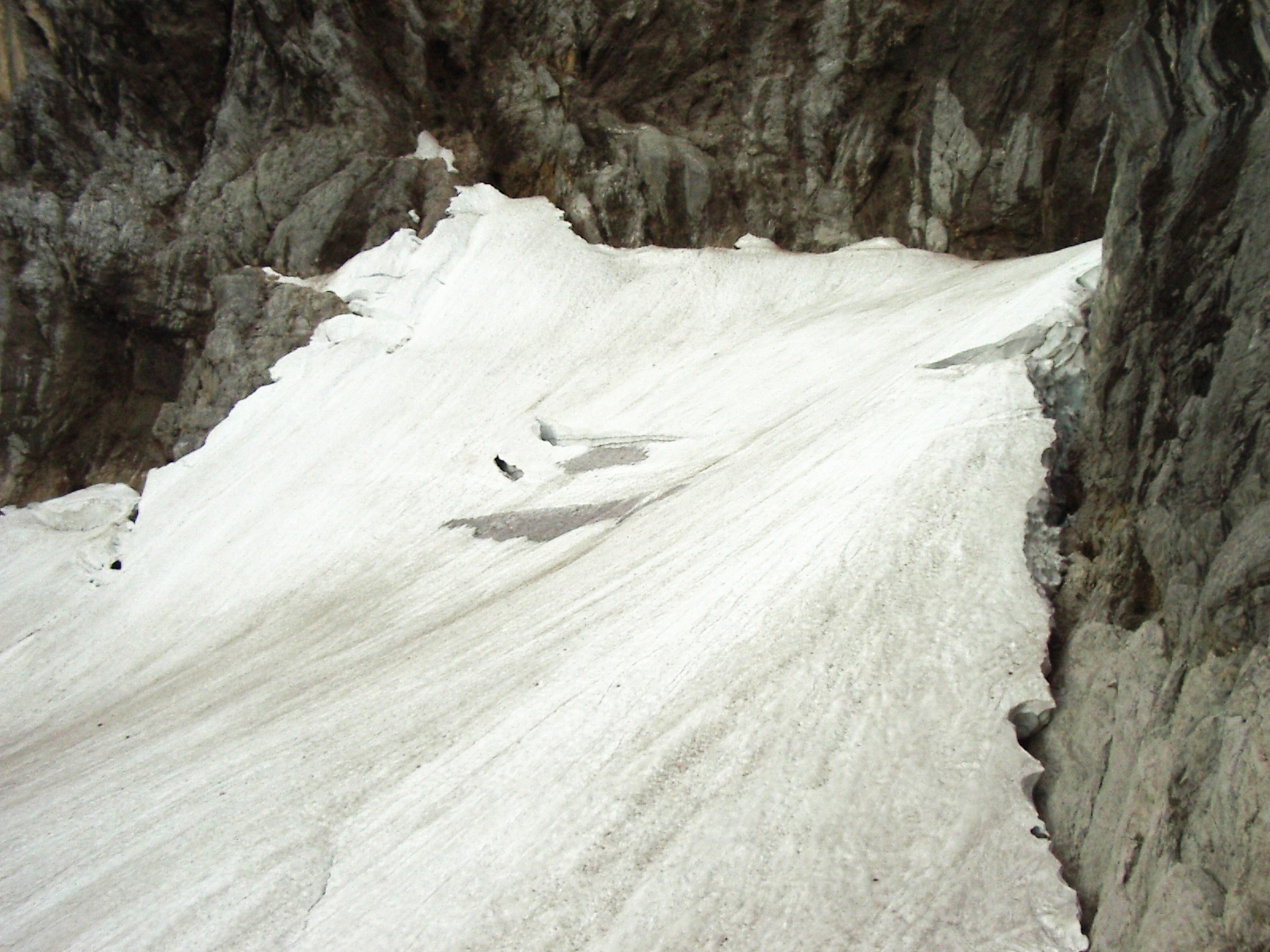
Oberes Ende des Höllentalferners mit Randkluft
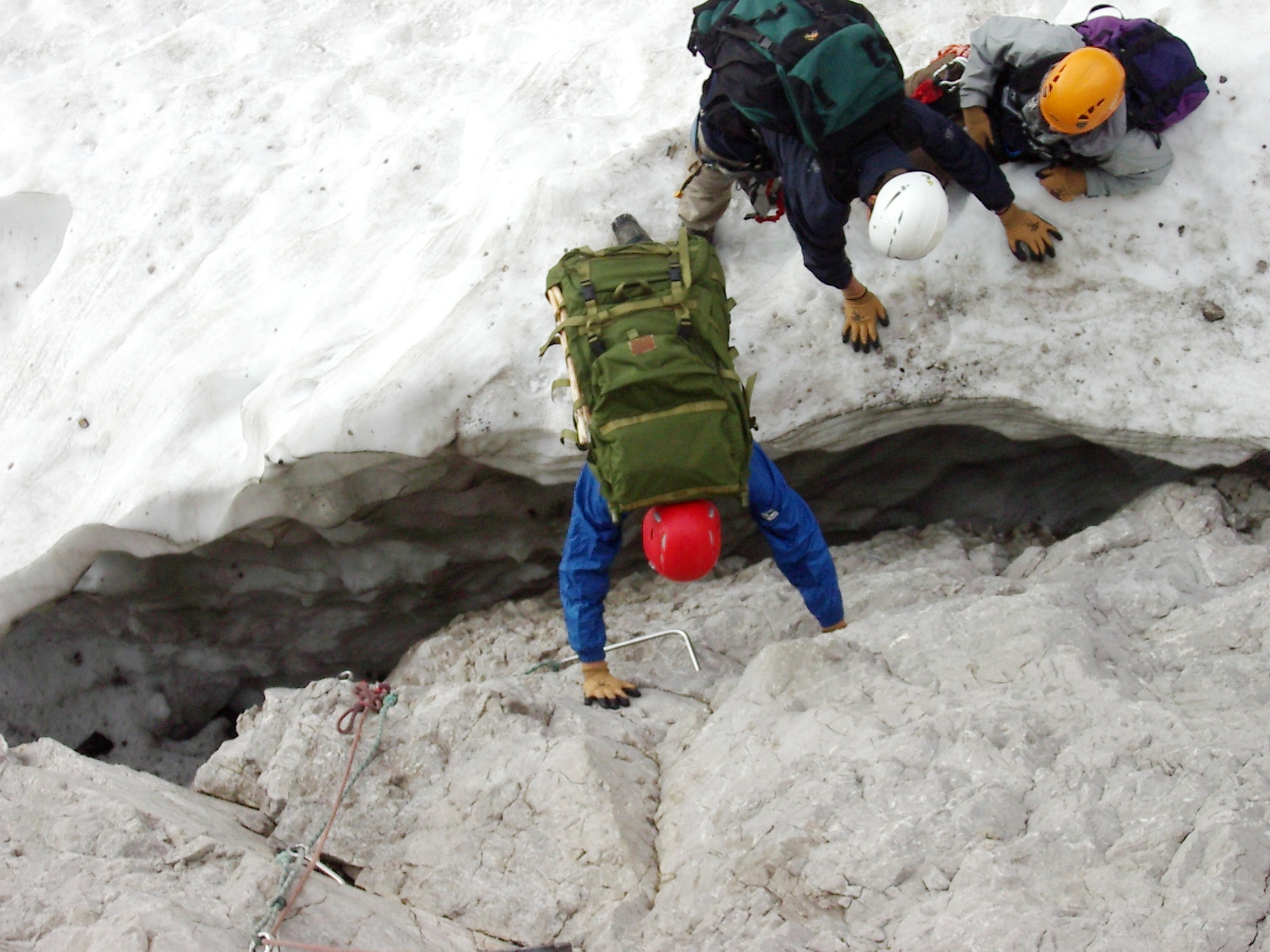
Bergsteiger über der Randkluft des Höllentalferners